# Angie González
Angie Sabrina González (nascida em 3 de janeiro de 1981, em La Victoria) é uma ciclista venezuelana. Competiu nos Jogos Pan-Americanos de 2015.